# Sly and the Family Stone
A Sly and the Family Stone egy amerikai rock, funk és soul együttes volt San Franciscóból. Az 1967 és 1983 között aktív zenekar döntő szerepet játszott a soul, a funk és a pszichedelikus zenék kialakulásában. Az énekes, dalszerző, lemezproducer, multihangszeres Sly Stone vezette együttes, amelynek számos családtagja és barátja is tagja volt, az első népszerű amerikai rockegyüttes volt, mely különböző bőrszínű zenészekből állt.
Sly és öccse Freddie Stone énekes/gitáros 1967-ben egyesítették zenekaraikat (Sly & the Stoners, illetve Freddie & the Stone Souls). Az eredeti felállást Sly és Freddie Stone, a trombitás Cynthia Robinson, a dobos Gregg Errico, a szaxofonos Jerry Martini és a basszusgitáros Larry Graham alkotta, akikhez egy éven belül csatlakozott még Sly és Freddie lánytestvére, az énekes/billentyűs Rose Stone. Ez a csapat öt olyan kislemezslágert rögzített, amely bekerült a Billboard Hot 100 listáján a top 10-be, továbbá készített négy úttörő nagylemezt, melyek nagyban hatottak az amerikai pop, soul, R&B, funk, és hiphop zenére.
Az 1970-es évek kezdetén az együttes egy karcosabb funk-hangzásra váltott, ami ugyanolyan hatással volt a zeneiparra, mint korábbi munkájuk. A zenekar ebben az időszakban kezdett szétesni a drogok és személyes nézeteltérések miatt. Ennek következtében a csapat szerencséje és megbízhatósága is csorbát szenvedett, ami végül a feloszlásukhoz vezetett 1975-ben. Sly Stone tovább folytatta a lemezek felvételét és a koncertezést egy folytonosan változó felállással "Sly and the Family Stone" egészen 1983-ig. 1987-ben Sly Stone-t letartóztatták és elitélték kokainhasználatért, ami után tulajdonképpen visszavonult.
A zenekar klasszikus felállását 1993-ban beiktatták a Rock and Roll Hall of Fame-be, a Rock and Roll Dicsőség Csarnokába. 1969-es Stand! és 1971-es There’s a Riot Goin’ On című albumaik szerepelnek az 1001 lemez, amit hallanod kell, mielőtt meghalsz könyvben.

## Diszkográfia
- A Whole New Thing (1967)
- Dance to the Music (1968)
- Life (1968)
- Stand! (1969)
- There’s a Riot Goin’ On (1971)
- Fresh (1973)
- Small Talk (1974)
- High on You (1975)
- Heard Ya Missed Me, Well I’m Back (1976)
- Back on the Right Track (1979)
- Ain’t But the One Way (1983)

## Ajánlott irodalom
- Kaliss, Jeff. I Want to Take You Higher: The Life and Times of Sly and the Family Stone. Backbeat Books (2008). ISBN 0-87930-934-2